# Locusta cinerascens
Locusta cinerascens is een rechtvleugelig insect uit de familie van de veldsprinkhanen (Acrididae). De wetenschappelijke naam is gepubliceerd in 1781 door Fabricius.